# Nix-Gut Records
Nix-Gut Records est un label indépendant allemand site de vente par correspondance. En plus, Nix-Gut exploite la maison de disques Nix-Gut Records, la boutique Nix-Gut et sa propre imprimerie, où les textiles et les CD peuvent être imprimés.

## Histoire
En 1994, Jürgen Kamm, Michael Koch (Fraggle) et Andy (Andreas Kamm) du groupe S.i.K. fondent Nix-Gut Records en tant que label DIY pour une meilleure distribution de leur premier CD Vergiß es.  La professionnalisation du label arrive au tournant du millénaire. Le premier employé à temps plein est embauché en 2001. À partir d'une poignée d'articles de presse et de divers articles de groupes amicaux, Nix-Gut devient une entreprise avec 20 employés permanents, 20 jobs à 400 euros et des indépendants. La gamme de produits s'élargit pour inclure les genres oi!, ska, rock allemand et d'autres scènes rock ainsi que du streetwear.
Le label publie les compilations Es lebe der Punk, Chaos, Bier + Anarchie, Punk – Das ist unser Kult ou encore Die deutsche Punkinvasion et Schlachtrufe BRD. C'est le résultat d'une « proximité avec la scène » de l'époque, dont la stratégie commerciale est désormais abandonnée.
En 2013, Nix-Gut GmbH devient ProTrade Integra GmbH, un mélange de production, de commerce et d'intégration. En plus de la boutique en ligne de Nix Gut, Shut Up! ou HDS Shop, une vente par correspondance qui dessert plus étroitement le marché du rock allemand. Le nom du label est basé sur une chanson de Frei.Wild, avec lequel le groupe a commencé à travailler ensemble en 2009. Le label continue de fonctionner sous le nom de Nix-Gut Records, bien que les disques ne soient publiés que sporadiquement. En 2017, la boutique en ligne Trading Goblin est ajoutée, spécialisée dans les jeux de cartes à collectionner et de table. L'entreprise emploie désormais environ 60 personnes, dont environ la moitié souffrent d'un handicap grave et environ la moitié d'entre eux avec antécédents migratoires.

## Polémiques

Croix gammée nazie barrée.

En 2002, une femme dépose une plainte contre Nix-Gut après avoir trouvé le catalogue dans la chambre de son fils, montrant des produits avec des croix gammées barrées ou écrasées par un poing. En août 2005, l'entrepôt de Nix-Gut est perquisitionné par la police et environ 17 000 articles sont confisqués. À la demande du parquet de Stuttgart, le tribunal régional de Stuttgart condamne le 29 septembre 2006 Jürgen Kamm pour promotion des signes d'organisations inconstitutionnelles à une amende totale de 3 600 euros. L'arrêt suscite une vive réaction de la part des politiciens et de nombreux avocats pénalistes, car cette interprétation n'est pas couverte par l'objectif juridique du paragraphe 86a du Code pénal,.
Le BGH accède à cette demande le 15 mars 2007 et annule la décision du tribunal d'instance. Cela signifie que la situation juridique en Allemagne est clarifiée et que le port de symboles antifascistes est autorisé,,.
Le Nix-Gut Mailorder répond à la première condamnation en commençant à proposer à la vente divers articles qui lui sont liés. Un échantillonneur de support est également publié dont le produit était destiné à amortir les frais de justice en cours.

## Groupes
- 1. Mai 87 (de)
- 2LHUD (de)
- Absturtz (de)
- Alarmsignal (de)
- Amdamdes
- AufBruch (de)
- Borderpaki (de)
- Betontod
- Casanovas Schwule Seite (de)
- Dödelsäcke (de)
- Die BlumentoPferde
- Daily Terror (de)
- ddp
- Ex Nör Säx (de)
- Fliehende Stürme (de)
- Irrenoffensive (de)
- Kasa (de)
- Kolporteure (de)
- Ni Ju San (de)
- S.i.K. (de)
- Speichelbroiss
- StaatsPunkrott
- Tagtraum (de)
- Thanheiser (de)
- Tut das Not
- Take Shit (de)
- ÜberdosisNichts (de)
- Wärters Schlechte (de)
- Wohlstandskinder (de)
- Zaunpfahl (de)

## Projets parallèles

### Chaotenzentrale
Nix-Gut GmbH était l'opérateur de la communauté en ligne Chaotenzentrale, qui partageait une base de données d'utilisateurs commune avec Abgefuckt-liebe-dich. En juin 2013, l'accès à chaotenzentrale.de est interrompu.

### Taugenix
En mai 2007, la première édition du fanzine Taugenix, spécialisé dans la scène punk allemande, publié par Nix-Gut paraît. Il apporte des informations sur les groupes punk allemands, des recettes végétaliennes et d'autres choses. Chaque édition comprend également un CD avec une vingtaine de chansons de groupes punk allemands connus et inconnus. Le fanzine est interrompu en 2010 après onze éditions. Les anciens éditeurs conçoivent maintenant le webzine Ugly-Punk.

### Punkload
Une plateforme appelée Punkload propose uniquement de la musique issue des domaines musicaux du punk, du ska et du oi!. Les chansons peuvent être écoutées pendant 30 secondes et téléchargées dans les formats habituels moyennant un supplément.

## Engagement social
Nix-Gut est reconnue comme une gemeinnützige GmbH, entreprise à but non lucratif depuis 2005. Les bénéfices sont reversés au travail social, en particulier aux soins des dix personnes permanentes gravement handicapées, qui sont principalement employées dans l'imprimerie textile en activité depuis décembre 2007.